# Edgars Nemme
Edgars Nemme (Limbaži, 9 de junio de 1996) es un deportista letón que compite en bobsleigh en la modalidad cuádruple.
Ganó una medalla de plata en el Campeonato Mundial de Bobsleigh de 2023 y una medalla de oro en el Campeonato Europeo de Bobsleigh de 2022.
Participó en los Juegos Olímpicos de Pekín 2022, ocupando el quinto lugar en la prueba cuádruple.

## Palmarés internacional
| Campeonato Mundial | Campeonato Mundial   | Campeonato Mundial | Campeonato Mundial |
| Año                | Lugar                | Medalla            | Prueba             |
| ------------------ | -------------------- | ------------------ | ------------------ |
| 2023               | Sankt Moritz (Suiza) | Medalla de plata   | Cuádruple          |
| Campeonato Europeo |                      |                    |                    |
| Año                | Lugar                | Medalla            | Prueba             |
| 2022               | Sankt Moritz (Suiza) | Medalla de oro     | Cuádruple          |